# Циркус Колумбија
„Циркус Колумбија” је српски филм из 2010. године. Режирао га је Данис Тановић који је заједно са Ивицом Ђикићем написао и сценарио.

## Радња
Филм је романтична сага и покрива крај века који је трагично најавио долазак новог доба на Балкан. У тренутку одласка комунизма и почетних демократских промена, Дивко се после низа година појављује у родном херцеговачком месту. Он је сада богат човек, долази скупим мерцедесом и са четрдесет година млађом супругом, жељан гомиле ситних освета. Прва Дивкова победа је избацивање бивше жене и сина из куће у којој су становали. У почетку изгледа као да Дивко побеђује и као да новац може све. Но, онда се његов син Мартин и његова нова жена Азра заљубљују. Рат куца на врата малог града и када све почиње изгледати изгубљено за Дивка, он добија једну ствар због које се и вратио: своју бившу супругу.

## Улоге
| Глумац                  | Улога          |
| ----------------------- | -------------- |
| Предраг Мики Манојловић | Дивко Бунтић   |
| Мира Фурлан             | Луција         |
| Борис Лер               | Мартин         |
| Јелена Ступљанин        | Азра           |
| Милан Штрљић            | Ранко Иванда   |
| Марио Кнезовић          | Пивач          |
| Светислав Гонцић        | Саво Радовић   |
| Алмир Мехић             | Били           |
| Мирза Тановић           | Антиша         |
| Миралем Зупчевић        | Леон Дилбер    |
| Мирсад Тука             | Драган         |
| Ермин Браво             | Фра Анте Гудељ |
| Славен Кнезовић         | Миро           |

Остале улоге  ▼
| Глумац          | Улога            |
| --------------- | ---------------- |
| Изудин Бајровић | Мајор Костелић   |
| Сеад Бејтовић   | Стаклар          |
| Јасна Бери      | Марија Иванда    |
| Весна Машић     | Јелена Дилбер    |
| Миро Барњак     | Мајстор          |
| Инес Фанчовић   | Старица          |
| Аднан Бешировић | Жељко            |
| Кристиан Панџа  | Војник у касарни |